# البرح العالي (العدين)

تعديل مصدري - تعديل

البرح العالي محلة تابعة لقرية البَرحين، التابعة لعزلة شلف بمديرية العدين إحدى مديريات محافظة إب في الجمهورية اليمنية، بلغ تعداد سكانها 209 حسب تعداد اليمن لعام 2004.